# Bogusław Gediga
Bogusław Antoni Gediga (ur. 13 stycznia 1933 w Radzionkowie, zm. 18 października 2022) – polski archeolog, profesor nauk humanistycznych, naukowiec Instytutu Archeologii i Etnologii PAN we Wrocławiu.

## Życiorys
Studia rozpoczął na Uniwersytecie Jagiellońskim, tam też w 1955 r. napisał pracę magisterską na kierunku historia kultury materialnej o specjalizacji archeologia. Doktoryzował się w 1964 r. na Uniwersytecie Wrocławskim, pracę habilitacyjną napisał w 1971 r. również na Uniwersytecie Wrocławskim. W 1990 r. uzyskał tytuł profesora nauk humanistycznych. Pracował w Instytucie Historii Sztuki Uniwersytetu Wrocławskiego oraz w Instytucie Archeologii i Etnologii PAN. Specjalizował się w zakresie archeologii pradziejowej, wczesnośredniowiecznej sztuce i religii oraz wczesnej epoce żelaza Europy Środkowej.
Badania oraz ratownicze misje archeologiczne prowadził w Ostrówku (Opole), Domasławiu, Wrocławiu, Biskupinie. W latach 1971–1990 kierownik Pracowni Archeologii Śląska.
Autor ponad 250 prac o tematyce archeologicznej. Członek Komitetu Nauk Pra- i Protohistorycznych PAN (w latach 1999–2003 członek Prezydium, następnie przewodniczący Komisji Metod i Teorii Badań Archeologicznych), Komisji Archeologicznej Oddz. PAN Wrocław (przewodniczący), przewodniczący Rady Muzealnej Muzeum w Biskupinie, członek Rady Ochrony Dziedzictwa Archeologicznego przy Ministrze Kultury (rzeczoznawca Ministra Kultury w zakresie opieki nad zabytkami), członek korespondent Niemieckiego Instytutu Archeologicznego, przewodniczący Komisji Archeologicznej wrocławskiego oddziału Polskiej Akademii Nauk (1982–2022).
Odznaczony Krzyżem Kawalerskim i Oficerskim Orderu Odrodzenia Polski.
Mąż prof. Danuty Minty-Tworzowskiej.
Zmarł 18 października 2022 r.